# Rolls Royce Women's Cup Kristinehamn 2013
Il Rolls Royce Women's Cup Kristinehamn 2013 è stato un torneo di tennis facente parte della categoria ITF Women's Circuit nell'ambito dell'ITF Women's Circuit 2013. Il torneo si è giocato a Kristinehamn in Svezia dal 24 al 30 giugno 2013 su campi in terra rossa e aveva un montepremi di $25,000.

## Vincitrici

### Singolare
Danka Kovinić ha battuto in finale  Jasmina Tinjić con il punteggio di 6–1, 7–5

### Doppio
Anna Danilina /  Olga Doroshina hanno battuto in finale  Julia Cohen /  Alizé Lim con il punteggio di 7–5, 6–3